# 그레이시 루의 모험
그레이시 루의 모험 (~로도 알려짐: 꼬마 숙녀 그레이시 루) (영어 번역: The Adventures of Gracie Lou)은 Merry Dance Productions의 소유자인 대런과 헬렌 심슨이 제작한 영국-호주 애니메이션 시리즈이다. 이 쇼는 2007년 ABC For Kids 에서 처음 방영되었다.
2011년에 이 쇼는 채널 JimJam 의 헝가리 버전에서 방영되었다. 이 작품은 2009년 10월 1일 미국 플레이하우스 디즈니 (현 디즈니 주니어 )에서 초연되었다. 그레이시 루의 모험은 3살짜리 그레이시 루와 그녀의 친구들이 펼치는 다채롭고 행복하며 음악적인 세상을 배경으로 한다. 그들은 새로운 단어를 배우고, 신나는 게임을 즐기고, 새로운 노래를 배우며 재미있는 모험을 많이 즐긴다. 관객들도 "같이 놀러 가도 돼요?"라고 물어보면서 함께 즐길 수 있다.

## 캐릭터
- 그레이시 루 (Gracie Lou) - 그녀는 주황색 머리를 뒤집어 묶고, 분홍색 하트가 그려진 보라색 긴팔 드레스와 밝은 녹색 바지, 검은색 신발을 신고 있는 세 살배기 여자아이입니다.
- 마틸다 (Matilda) - 그녀는 머리 위에 머리카락이 한 가닥뿐인 어린 유아이고, 밝은 분홍색 하트가 그려진 주황색 긴팔 원피스를 입고 있으며, 변기 훈련을 시작했기 때문에 밝은 분홍색 속옷을 입고 있습니다. 그녀는 그레이시 루의 2살 여동생입니다.
- 에밀리 (Emily) - 그녀는 검은 머리카락과 양쪽에 붉은 주황색 리본 다섯 개를 가진 어두운 피부를 가진 소녀이며, 밝은 노란색 별이 있는 녹색 드레스를 입고 검은색 신발을 신고 있습니다. 그녀는 2살 반 여자아이입니다.
- 헨리 (Henry) - 그는 머리 위에 뾰족한 노란색 머리카락을 가진 어린 소년이고, 빨간색 티셔츠, 파란색 반바지, 검은색 신발을 신고 있습니다. 그는 3살 반 남자아이입니다.
- 할아버지 (Granddad) - 그는 흰 머리카락과 흰 수염을 기른 노인으로, 갈색 스웨터와 회색 바지, 큰 갈색 부츠를 신고 있습니다. 그는 그레이시 루의 백발 할아버지입니다.
- 친절한 드래곤 도디 (Doddie the Friendly Dragon) - 그의 모습은 녹색 용과 같습니다. 그는 그레이시 루의 특별한 친구이며 드래곤과 불과 3살 차이입니다.
- 백인 (Charlie) - 그는 밝은 노란색 몸에 진한 노란색 반점, 주황색 코, 보라색 칼라를 가진 개입니다. 그는 그레이시 루의 애완견으로 3살이에요.

## 노래
| N/o      | 비공식 한국어 제목                      | 영문제목                              |
| -------- | --------------------------------------- | ------------------------------------- |
| 시리즈 1 |                                         |                                       |
| 01       | 머리, 어깨, 무릎, 발가락                | Head, Shoulders, Knees and Toes       |
| 02       | 악어에게 절대 미소 짓지 마세요          | Never Smile at a Crocodile            |
| 03       | 보트를 젓으세요                         | (Row, Row,) Row Your Boat             |
| 04       | 버스의 바퀴                             | The Wheels on the Bus                 |
| 05       | 이것이 길이다                           | This is the Way                       |
| 06       | 1 2 3 4 5                               | 1 2 3 4 5                             |
| 07       | 미스 폴리                               | Miss Polly                            |
| 08       | 딩동벨                                  | Ding Dong Bell                        |
| 09       | 나는 자전거를 탄다                      | I Ride My Bicycle                     |
| 10       | 나는 음악가다                           | I Am the Music Man                    |
| 11       | 호시 호시                               | Horsey Horsey                         |
| 12       | 테디 베어, 테디 베어                    | Teddy Bear, Teddy Bear                |
| 13       | 잭과 질                                 | Jack and Jill                         |
| 14       | 녹색 병 10개                            | 10 Green Bottles                      |
| 15       | 하나, 둘, 신발 버클을 채워라            | One, Two, Buckle My Shoe              |
| 16       | 한 남자가 잔디를 깎으러 갔다            | One Man Went To Mow                   |
| 17       | 여섯 마리의 작은 오리                   | Six Little Ducks                      |
| 18       | 뚱뚱한 소시지 10개                      | 10 Fat Sausages                       |
| 19       | 10개의 리틀 인디언                      | 10 Little Indians                     |
| 20       | 세 마리의 눈먼 쥐                       | Three Blind Mice                      |
| 21       | 메리는 어린 양을 가졌습니다             | Mary Had A Little Lamb                |
| 22       | 당신이 행복하고 그것을 안다면           | If You're Happy and You Know It       |
| 23       | 나는 작은 찻주전자입니다                | I'm a Little Teapot                   |
| 24       | 장미 반지를 끼다                        | Ring a Ring Of Roses                  |
| 25       | 정원을 돌고 돌며                        | Round and Round the Garden            |
| 26       | 호키 코키                               | The Hokey Cokey                       |
| 27       | 2마리의 작은 디키 새                    | 2 Little Dickey Birds                 |
| 28       | 시소 마조리 도우                        | See Saw Marjorie Daw                  |
| 29       | 내 발로 톡톡톡톡                        | With My Foot I Tap Tap Tap            |
| 30       | 요크의 대공                             | The Grand Old Duke of York            |
| 31       | 접시 위의 젤리                          | Jelly on a Plate                      |
| 32       | 바아 바아 블랙 쉽                       | Baa Baa Black Sheep                   |
| 33       | 올드 맥도날드는 농장을 가지고 있었다    | Old MacDonald Had a Farm              |
| 34       | 보빈을 감아 올리다                      | Wind the Bobbin Up                    |
| 35       | 우리는 동물 박람회에 갔다               | We Went to the Animal Fair            |
| 36       | 아빠가 내일 우리를 동물원에 데려갈 거야 | Daddy's Taking Us to the Zoo Tomorrow |
| 37       | 1 손가락 1 엄지 손가락                  | 1 Finger 1 Thumb                      |
| 38       | 저 강아지는 얼마예요?                   | How Much Is That Doggie?              |
| 39       | 델에 있는 농부들                        | The Farmer's in the Dell              |
| 40       | 반짝반짝 작은 별                        | Twinkle Twinkle Little Star           |
| 41       | 침대에서 10                             | 10 in the Bed                         |
| 42       | 나는 캥거루입니다                       | I'm a Kangaroo                        |
| 43       | 5마리의 작은 오리                       | 5 Little Ducks                        |
| 44       | 5마리의 작은 원숭이                     | 5 Little Monkeys                      |
| 45       | 인시 윈시 스파이더                      | Incy Wincy Spider                     |
| 46       | 닉낵 패디웩                             | Knick-Knack Paddy-Whack               |
| 47       | ABC 노래                                | The ABC Song                          |
| 48       | 추가 추가, 추추                         | Chugga Chugga, Choo Choo              |
| 49       | 춤추는 소녀들                           | Dancing Girls                         |
| 50       | 동물의 바위                             | The Animal Rock                       |
| 51       | 히코리 디코리 독                        | Hickory Dickory Dock                  |
| 52       | 딩글 댄글 스케어크로우                  | Dingle Dangle Scarecrow               |

## 참고문헌
1. ↑  “JimJam - JimJam”. 《www.hu.jimjam.tv》 (헝가리어). 2013년 8월 12일에 원본 문서에서 보존된 문서. 2025년 4월 17일에 확인함.